# Акт про уряд Ірландії (1914)
Акт про уряд Ірландії (англ. Government of Ireland Act 1914), також відомий як Акт про гомрул (англ. Home Rule Act) і Третій білль про ірландський гомрул (англ. Irish Third Home Rule Bill) — законопроєкт, що обговорювався в парламенті Великої Британії в 1914 році, згідно якого Ірландія отримала власний парламент.
У 1912—1914 уряд Генрі Асквіта вніс третій білль про гомрул. З минулої спроби обговорення законопроєкту було обмежено права палати лордів. Читання знову викликали обурення в Ольстері: 28 вересня 1912 року («День Ольстера») близько півмільйона ольстерців підписали документ, в якому оголошувалося рішуче протистояння гомрулу, в 1913 році було створено Ольстерський добровольчий корпус і тимчасовий уряд «протестантської провінції Ольстер» на чолі з Едвардом Карсоном, який був готовий захопити владу в разі прийняття гомрулу. Серед інших, ольстерців підтримував Редьярд Кіплінг (вніс 30 тисяч фунтів стерлінгів на озброєння і написав вірш «Ольстер в 1912 р.»).
У відповідь прихильники самоврядування в Ірландії (в переважній своїй більшості католики) стали створювати на півдні країни, в Дубліні, власні воєнізовані підрозділи національних добровольців для захисту права на самоврядування. Чисельність таких загонів в короткий термін досягла 100 тис. осіб. Ірландія опинилася на межі громадянської війни.
На початку 1914 року для озброєння Ольстерського добровольчого корпусу в Німеччині було придбано велику партію зброї. Найвищою точкою кризи стала непокора у березні 1914 року британських офіцерів, розквартированих в Ірландії, наказу військового міністра направити війська в Белфаст, щоб не допустити заколоту супротивників самоврядування, що назрівав.
Третє читання законопроєкту про гомрул відбувалося влітку 1914 року, а в вересні 1914 проєкт став законом, введення якого в силу було відкладено до закінчення Першої світової війни.
Шість графств Ольстера в сферу дії закону не увійшли.